# Neferuptah
| p · t | H | nfr | nfr | nfr |

| p · t | H | nfr | nfr | nfr |

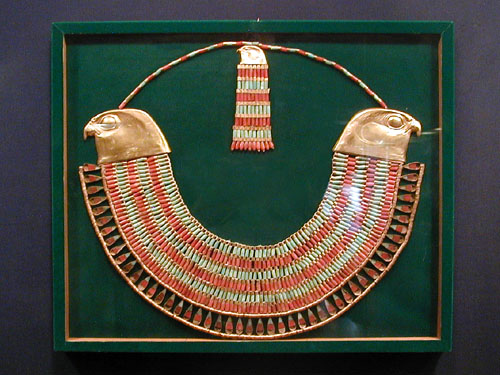
Cổ áo rộng của Neferu-Ptah

Neferuptah hoặc Ptahneferu (“Vẻ đẹp của Ptah ”) là một cô con gái của nhà vua Ai Cập Amenemhat III (khoảng năm 1860 TCN đến năm 1814 TCN) của triều đại thứ 12. Chị gái của bà là Pharaoh Sobekneferu (Vẻ đẹp của Sobek ].

## Tiểu sử
Neferuptah là một trong những người phụ nữ hoàng gia đầu tiên có tên được viết bên trong cartouche. Mặc dù bà ấy chưa bao giờ có được danh hiệu 'vợ của vua', bà ấy phải có một địa vị đặc biệt; có thể bà được coi là một người cai trị trong tương lai.
Danh hiệu của bà bao gồm thành viên của giới thượng lưu, rất được ưu ái, rất nhiều lời khen ngợi và là con gái của vị vua thân yêu của anh.
Một vị trí chôn cất dành cho cô đã được chuẩn bị trong ngôi mộ của cha bà tại Hawara. Tuy nhiên, bà không được chôn cất ở đó, mà trong một kim tự tháp nhỏ ở Hawara. Ngôi mộ của bà được tìm thấy nguyên vẹn vào năm 1956 và vẫn còn chứa đồ trang sức của bà, một chiếc quách bằng đá granit, ba chiếc bình bạc và các đồ vật khác.
Chiếc quách bằng đá granite được ghi với một công thức dâng lễ ngắn. Bên trong chiếc quách được tìm thấy hài cốt đã mục nát của hai chiếc quan tài bằng gỗ. Cái bên ngoài được trang trí bằng giấy vàng khắc. Chữ khắc giống hệt đã được tìm thấy trên sarcophagus của Nữ hoàng Hatshepsut, sống khoảng 300 năm sau. Ngôi mộ của bà được đề cập trên một giấy cói được tìm thấy tại Lahun. Bà được miêu tả bên cạnh cha mình trong ngôi đền ở Medinet Madi. Các vật thể thuộc về bà bao gồm một nhân sư bằng đá granit đen và mảnh vỡ của bức tượng được tìm thấy trên đảo Elephantin.

## Văn chương
- Flinder Petrie: Kahun, Gurob và Hawara, London 1890 (trực tuyến: )
- N. Farag: Phát hiện của Neferwptah, 1971